# World Wide Fund for Nature
O World Wide Fund for Nature Inc. (WWF), Fundo Mundial para a Natureza em inglês), é uma organização não-governamental internacional fundada em 1961 que trabalha na área de preservação da natureza e redução do impacto humano no meio ambiente. Anteriormente, era chamado de World Wildlife Fund, o que continua sendo seu nome oficial no Canadá e nos Estados Unidos.
O WWF é a maior organização de conservação do mundo, com mais de cinco milhões de apoiadores em todo o mundo, trabalhando em mais de 100 países e apoiando cerca de 3.000 projetos ambientais e de conservação. Eles investiram mais de US$ 1 bilhão em mais de 12.000 iniciativas de conservação desde 1995. A WWF é uma fundação com 65% de financiamento de indivíduos e legados, 17% de fontes governamentais (como o Banco Mundial, DFID e USAID) e 8% de empresas em 2020.
O WWF visa "parar a degradação do ambiente natural do planeta e construir um futuro em que os humanos vivam em harmonia com a natureza". O Relatório Planeta Vivo é publicado a cada dois anos pela WWF desde 1998; baseia-se no Índice Planeta Vivo e no cálculo da pegada ecológica Além disso, a WWF lançou várias campanhas mundiais notáveis, incluindo a Hora do Planeta, e seu trabalho atual está organizado em torno dessas seis áreas: alimentos, clima, água doce, vida selvagem, florestas e oceanos.
O WWF recebeu críticas por seus supostos laços corporativos e foi repreendido por apoiar os guardas ecológicos que perseguiam os moradores africanos da floresta no parque nacional Messok Dja proposto na República do Congo.
O WWF faz parte do Steering Group da Foundations Platform F20, uma rede internacional de fundações e organizações filantrópicas.

## História

### Fundação
A ideia de um fundo em nome dos animais ameaçados de extinção foi proposta oficialmente por Victor Stolan a Sir Julian Huxley em resposta a artigos que publicou no jornal britânico The Observer. Essa proposta levou Huxley a colocar Stolan em contato com Edward Max Nicholson, uma pessoa que tinha trinta anos de experiência em vincular intelectuais progressistas com interesses de grandes negócios através do think tank Planejamento Político e Econômico. Nicholson pensou no nome da organização e o logotipo original do panda foi desenhado por Sir Peter Scott. O WWF foi concebido em 29 de abril de 1961, sob o nome de World Wildlife Fund. Seu primeiro escritório foi inaugurado em 11 de setembro na sede da IUCN em Morges, Suíça.
O  WWF foi concebido para atuar como uma organização internacional de angariação de fundos para apoiar o trabalho de grupos de conservação existentes, principalmente a União Internacional para a Conservação da Natureza.. Sua criação foi marcada com a assinatura do Manifesto Morges, o documento fundador que estabeleceu o compromisso do fundo em ajudar organizações dignas que lutam para salvar a vida selvagem do mundo.
O príncipe Bernhard de Lippe-Biesterfeld ajudou a fundar o WWF, tornando-se seu primeiro presidente em 1961. Em 1963, a Fundação realizou uma conferência e publicou um importante relatório alertando sobre o aquecimento global antropogênico , escrito por Noel Eichhorn com base no trabalho de Frank Fraser Darling (então vice-presidente da fundação), Edward Deevey, Erik Eriksson, Charles Keeling, Gilbert Plass, Lionel Walford e William Garnett.
Em 1970, juntamente com o príncipe Philip, duque de Edimburgo, e alguns associados, Bernhard estabeleceu  endowment do WWF, The 1001: A Nature Trust, para lidar com a administração e captação de recursos da organização. 1.001 membros contribuiram cada um  com US $ 10.000 para o fundo. O príncipe Bernhard renunciou ao cargo depois de se envolver no escândalo do suborno da Lockheed.

### Desenvolvimento recente

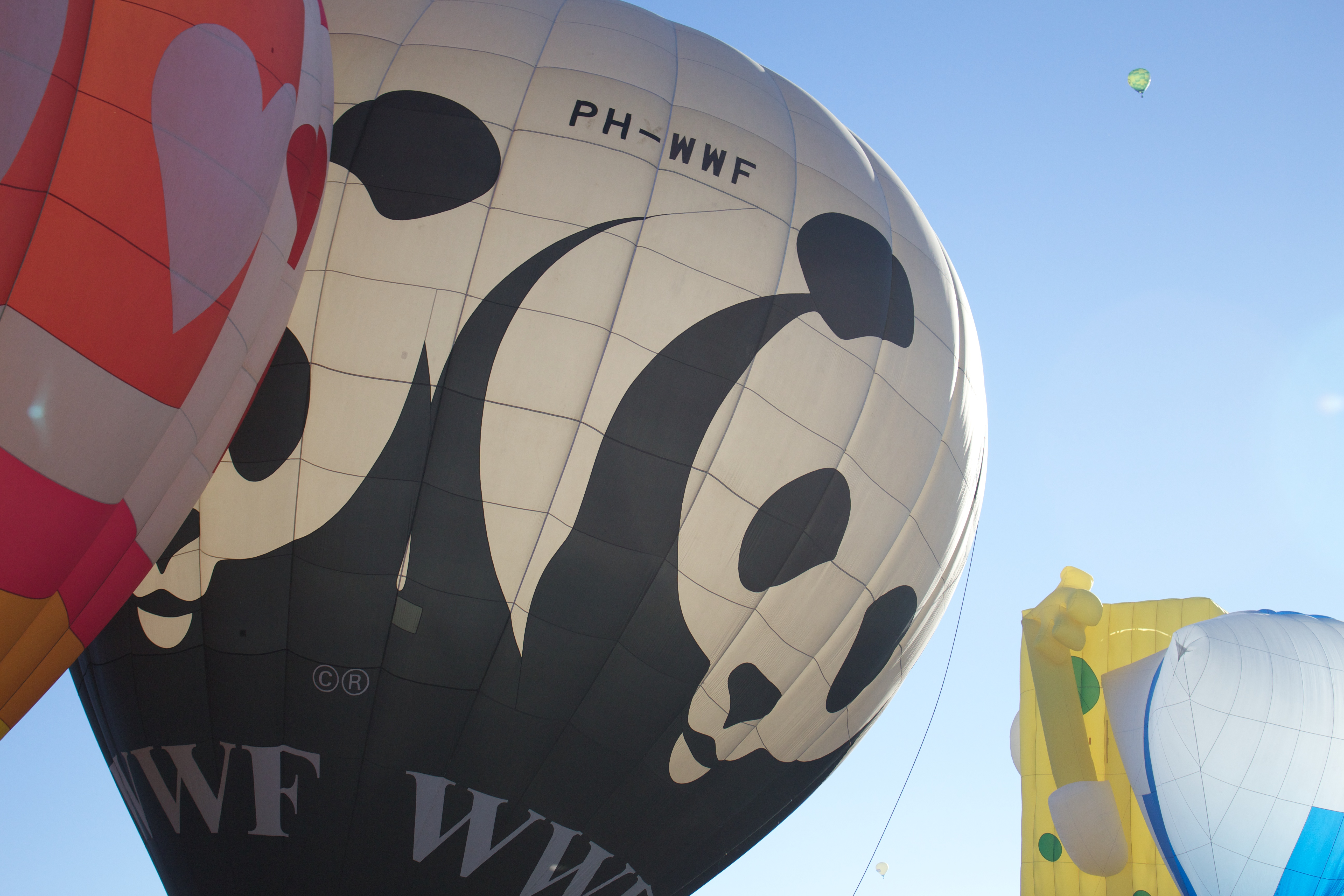
Um balão de ar quente WWF no México (2013)

Em 1986, a organização mudou seu nome para World Wide Fund for Nature, mantendo as iniciais WWF. No entanto, continuou naquela época a operar sob o nome original nos Estados Unidos e no Canadá.
Em 1986 ocorreu o 25º aniversário da fundação do WWF, um evento marcado por um encontro em Assis, Itália, para o qual o presidente internacional da organização, príncipe Philip, duque de Edimburgo, convidou autoridades religiosas diversas. Esses líderes produziram as Declarações de Assis, declarações teológicas que mostram a relação espiritual entre seus seguidores e a natureza que desencadeou um crescimento no engajamento dessas religiões com a conservação em todo o mundo.
Os pesquisadores do WWF e muitos outros identificaram 238 ecorregiões que representam os habitats terrestres, de água doce e marinhos mais biologicamente destacados do mundo, com base em uma análise de biodiversidade mundial que a organização diz ser a primeira desse tipo. No início dos anos 2000 (década), seu trabalho estava focado em um subconjunto dessas ecorregiões, nas áreas de conservação de florestas, água doce e habitats marinhos, conservação de espécies ameaçadas, mudanças climáticas e eliminação dos produtos químicos mais tóxicos.
A Universidade de Harvard publicou um estudo de caso sobre o WWF chamado "Negociando os Acordos de Paris: WWF e o Papel das Florestas no Acordo Climático de 2015": 

## Símbolo do panda

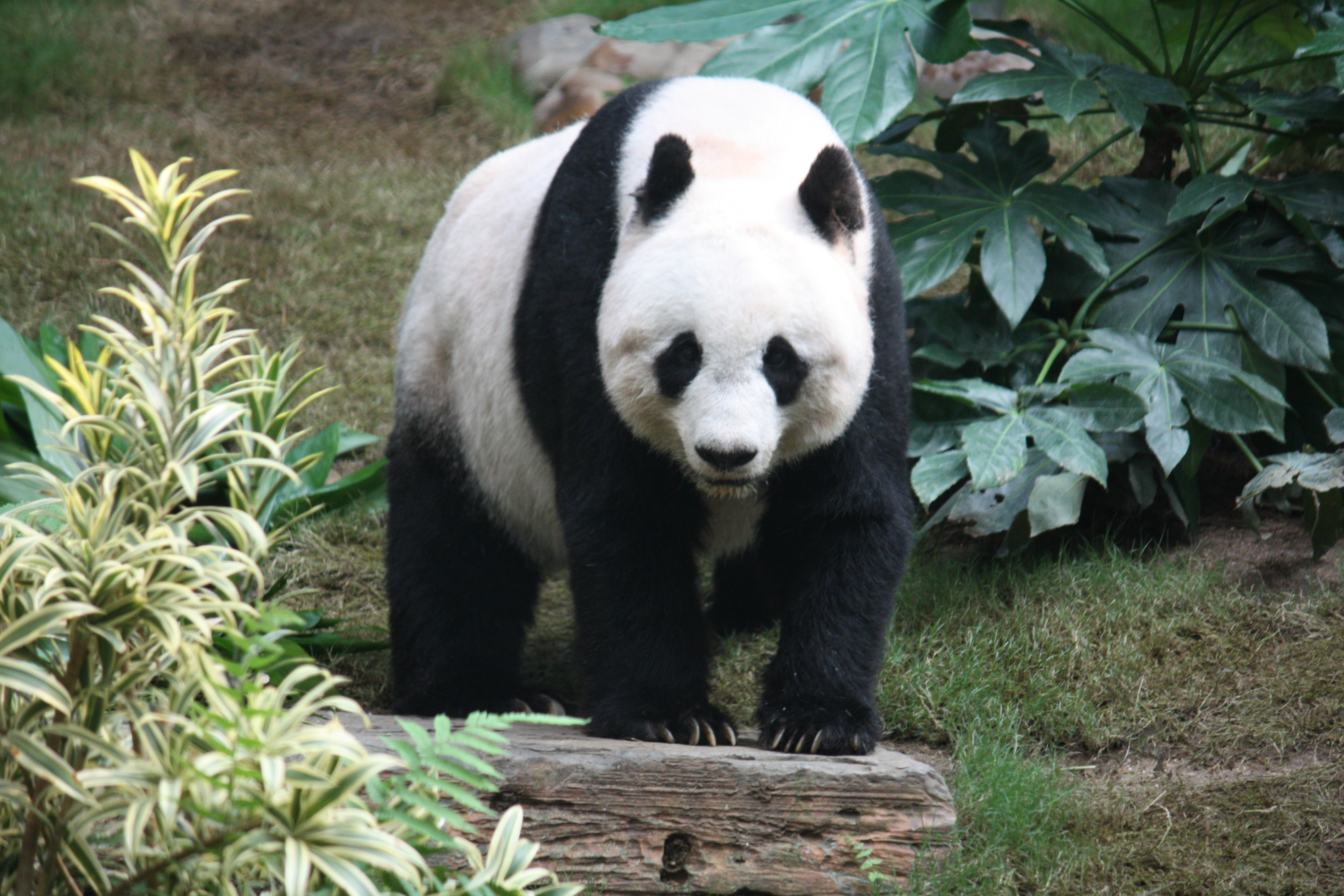
O panda gigante tornou-se o símbolo da WWF

O logotipo do panda gigante do WWF originou-se de um panda chamado Chi Chi que havia sido transferido do zoológico de Pequim para o zoológico de Londres em 1958, três anos antes do WWF ser estabelecido. Sendo famosa como a única panda que residia no mundo ocidental naquela época, suas características físicas reconhecíveis e seu status de espécie em extinção foram vistos como ideais para atender à necessidade da organização de um símbolo forte e reconhecível que superasse todas as barreiras linguísticas. A organização também precisava de um animal que tivesse impacto na impressão em preto e branco. O logotipo foi então desenhado por Sir Peter Scott a partir de esboços preliminares de Gerald Watterson, um naturalista escocês.
O logotipo foi ligeiramente simplificado e se tornou mais geométrico em 1978, sendo revisado significativamente novamente em 1986, na época em que a organização mudou seu nome, com a nova versão apresentando formas pretas sólidas para os olhos. Em 2000, foi feita uma mudança na fonte usada para as iniciais "WWF" no logotipo.

## Organização e operação

### Elaboração de políticas
O WWF se opôs à extração de petróleo das areias betuminosas canadenses e fez campanha sobre o tema. Entre 2008 e 2010, o WWF trabalhou com o The Co-operative Group, a maior cooperativa de consumidores do Reino Unido, para publicar relatórios que concluíram que: (1) explorar todo o potencial das areias betuminosas canadenses seria suficiente para realizar o que eles descrito como 'mudanças climáticas descontroladas; (2) a tecnologia de captura e armazenamento de carbono (CCS) não pode ser usada para reduzir a liberação de dióxido de carbono na atmosfera a um nível comparável ao de outros métodos de extração de petróleo; (3) os US$ 379 bilhões que devem ser gastos na extração de petróleo de areias betuminosas poderiam ser melhor gastos em pesquisa e desenvolvimento em tecnologia de energia renovável; e (4) a expansão da extração de areias betuminosas representa uma séria ameaça para o caribu em Alberta.
A organização convence e ajuda governos e outros órgãos políticos a adotar, fazer cumprir, fortalecer e/ou mudar políticas, diretrizes e leis que afetam a biodiversidade e o uso de recursos naturais. Também garante que governos mantenham seus compromissos com os instrumentos internacionais relacionados à proteção da biodiversidade e dos recursos naturais.
Em 2012, David Nussbaum, CEO do WWF-UK, se manifestou contra a forma como o gás de xisto é usado no Reino Unido, dizendo: "... o governo deve reafirmar seu compromisso com o combate às mudanças climáticas e priorizar as energias renováveis e a eficiência energética."

### Colaboração
A organização trabalha em uma série de questões globais que impulsionam a perda de biodiversidade e o uso insustentável de recursos naturais, incluindo conservação de espécies, finanças, práticas comerciais, leis e escolhas de consumo. Os escritórios locais também trabalham em questões nacionais ou regionais.
Em outubro de 2020, o  WWF foi nomeado como um dos parceiros da aliança do Prêmio Earthshot do Príncipe William, para encontrar soluções para questões ambientais.
Em março de 2021, o WWF anunciou uma extensão de sua parceria com a H&M para abordar práticas sustentáveis da cadeia de suprimentos.

### Lista de presidentes

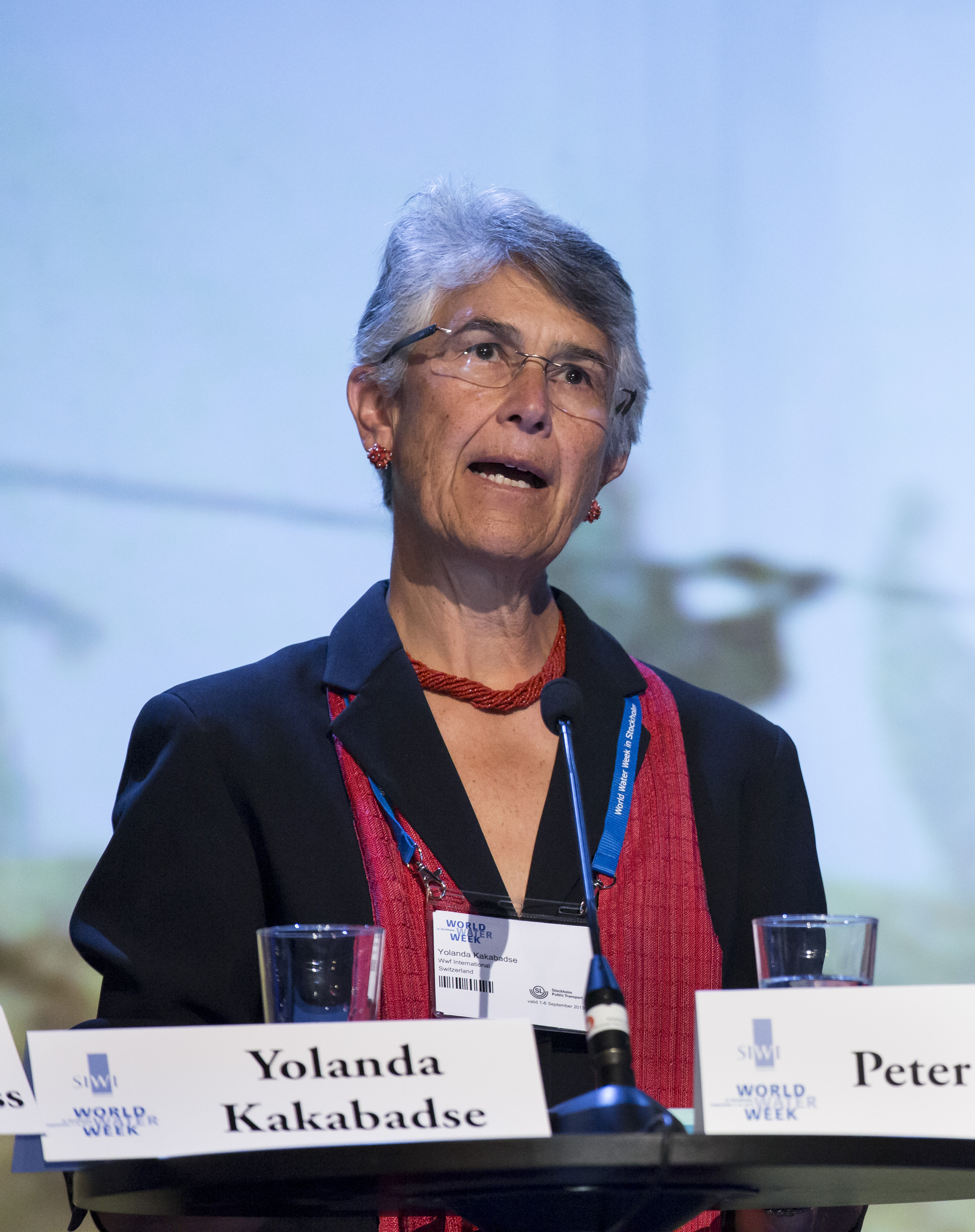
Yolanda Kakabadse, presidente da WWF de 2010 a 2017

| Anos          | Nome                                   | País           |
| ------------- | -------------------------------------- | -------------- |
| 1961–1976     | Príncipe Bernardo de Lippe-Biesterfeld | Netherlands    |
| 1976-1981     | John Hugo Loudon                       | Netherlands    |
| 1981–1996     | Príncipe Philip, Duque de Edimburgo    | United Kingdom |
| 1996-1999     | Syed Babar Ali                         | Pakistan       |
| 2000–         | Ruud Lubbs                             | Netherlands    |
| 2000–2001     | Sara Morrison                          | United Kingdom |
| 2001–2010     | Emeka Anyaoku                          | Nigeria        |
| 2010–2017     | Yolanda Kakabadse                      | Ecuador        |
| 2018–presente | Pavan Sukhdev                          | India          |

## Iniciativas e programas notáveis

### Publicações
O WWF publica o Living Planet Index em colaboração com a Sociedade Zoológica de Londres. Juntamente com os cálculos da pegada ecológica, o Índice é usado para produzir um Relatório Planeta Vivo bi-anual dando uma visão geral do impacto da atividade humana no mundo. Em 2019, o WWF e a Knorr publicaram em conjunto o relatório Future 50 Foods identificando "50 alimentos para pessoas mais saudáveis e um planeta mais saudável".
A organização também publica regularmente relatórios, fichas informativas e outros documentos sobre questões relacionadas com o seu trabalho, para sensibilizar e fornecer informações a políticos e tomadores de decisão.

### Campanhas na mídia
- Hora do Planeta

- No One's Gonna Change Our World foi um álbum de caridade lançado em 1969, em benefício do WWF.[42]
- Peter Rose e Anne Conlon são escritores de teatro musical, conhecidos por seus musicais ambientais para crianças, que foram contratados pelo WWF-UK para escrever vários musicais ambientais como parte de um plano educacional.[43] Alguns foram narrados por David Attenborough e transmitidos pela televisão em vários países.
- O grupo pop britânico S Club 7 foram embaixadores do WWF-UK durante seu tempo juntos como banda (1999-2003).[44] Cada um dos membros patrocinou um animal em extinção e, em 2000, viajou para vários locais ao redor do mundo de seus animais escolhidos para uma série de documentários da BBC de sete partes intitulada S Club 7 Go Wild.
- Environmentally Sound: A Select Anthology of Songs Inspired by the Earth é um álbum beneficente lançado em 2006, para o WWF-Filipinas, com artistas que incluíam Up Dharma Down, Radioactive Sago Project, Kala, Johnny Alegre Affinity, Cynthia Alexander e Joey Ayala.[45]
- Em junho de 2012, o WWF lançou uma loja online de download de música com fairsharemusic, da qual 50% do lucro vai para a caridade.[46]
- Em abril de 2015, Hailey Gardiner lançou seu EP solo, intitulado The Woods. Em homenagem ao Dia da Terra, 15% dos lucros obtidos com a compra do EP seriam doados ao WWF.[47]

## Controvérsias e disputas

### Documentário da ARD e livroPandaLeaks
A televisão pública alemã ARD exibiu um documentário em 22 de junho de 2011 que afirmava mostrar como o WWF coopera com corporações como a Monsanto, fornecendo certificação de sustentabilidade em troca de doações. – essencialmente greenwashing. O WWF negou as acusações. Ao incentivar o ecoturismo de alto impacto, o programa alega que a WWF contribui para a destruição do habitat e das espécies que afirma proteger, ao mesmo tempo em que prejudica os povos indígenas.
O cineasta, o jornalista investigativo alemão Wilfried Huismann, foi processado pelo WWF por causa de seu documentário e do livro Schwarzbuch WWF publicado em 2012, baseado no documentário. Em um acordo extrajudicial, ele concordou em remover ou revisar certas reivindicações. Falando em nome do WWF da Alemanha, Marco Vollmar indicou que "[Huismann] desenha uma imagem distorcida de declarações falsas, difamações e exageros, mas vamos aceitar isso como expressões de opinião". (Traduzido do alemão original: "ein Zerrbild aus falschen Aussagen, Diffamierungen und Übertreibungen, aber das werden wir als Meinungsäußerungen hinnehmen.") 
Em 2014, Huismann publicou uma edição revisada de seu livro de 2012, originalmente chamado O Silêncio dos Pandas. A edição original havia se tornado um best-seller na Alemanha, mas foi banida da Grã-Bretanha até 2014, quando foi lançada sob o título de PandaLeaks – The Dark Side of the WWF, após uma série de liminares e ordens judiciais. O livro critica ao WWF por seu envolvimento com corporações que são responsáveis pela destruição em larga escala do meio ambiente, como a Coca-Cola, e dá detalhes sobre a existência do secretoo Clube 1001, cujos membros, afirma Huismann, continuam a ter uma influência danosa na formulação de políticas do WWF. O WWF negou as acusações feitas contra ele.

### Parcerias corporativas
O WWF foi acusado pelo grupo ativista Corporate Watch de estar muito próximo de certos negócios para fazer uma campanha objetiva. O WWF afirma que a parceria com empresas como Coca-Cola, Lafarge, Carlos Slim e IKEA reduzirá o efeito das empresas sobre o meio ambiente. O WWF recebeu € 56 milhões (US$ 80 milhões) de empresas em 2010 (um aumento de 8% no apoio de empresas em relação a 2009), representando 11% da receita total do ano.
Para o ano fiscal de 2019, o WWF relatou 4% de sua receita operacional total proveniente de corporações.

### Violações dos direitos humanos por paramilitares
Em 2017, um relatório da Survival International afirmou que paramilitares financiados pelo WWF estavam não só cometendo abusos contra o povo Baka e Bayaka na Bacia do Congo, que "enfrentam assédio e espancamentos, tortura e morte", mas também são corruptos e ajudam na destruição de áreas conservadas. O relatório acusou o WWF e seus guardas de parceria com várias empresas madeireiras que realizaram desmatamento, enquanto os guardas florestais ignoraram as redes de tráfico de animais selvagens.
Em 2019, uma investigação do BuzzFeed News alegou que grupos paramilitares financiados pela organização estão envolvidos em sérias violações de direitos humanos, e a organização encobriu os incidentes e agiu para proteger os perpetradores da aplicação da lei. Esses grupos armados foram acusados de torturar, agredir sexualmente e executar aldeões com base em acusações falsas. Em um caso encontrado pelos investigadores do BuzzFeed News, um menino de 11 anos foi supostamente torturado por guardas florestais financiados pelo WWF na frente de seus pais; O WWF ignorou todas as reclamações contra os guardas florestais. Em outro incidente, um guarda florestal tentou estuprar uma mulher tharu e, quando ela resistiu, atacou-a com uma vara de bambu até ela perder a consciência. Enquanto o guarda foi preso, a mulher foi pressionada a não prestar queixa, resultando na libertação do guarda. Em 2010, guardas florestais patrocinados pelo WWF mataram uma menina de 12 anos que estava coletando cascas de árvore no Parque Nacional de Bardiya. Funcionários de Park e do WWF supostamente obstruíram as investigações nesses casos, "falsificando e destruindo provas, alegando falsamente que as vítimas eram caçadores furtivos e pressionando as famílias das vítimas a retirar queixas criminais".
Em julho de 2019, o Buzzfeed informou que um relatório vazado do WWF acusava guardas de espancar e estuprar mulheres, incluindo mulheres grávidas, enquanto torturavam homens amarrando seus pênis com linhas de pesca. As investigações foram interrompidas depois que grupos paramilitares ameaçaram os investigadores de morte. Os investigadores acusaram o WWF de encobrir os crimes. Emitindo uma declaração oficial, o WWF alegou que o relatório não foi divulgado para garantir a segurança das vítimas e que os guardas foram suspensos e aguardam julgamento. No entanto, o Buzzfeed acusou o WWF de tentar reter o relatório ao comitê do Congresso dos EUA que investiga as violações dos direitos humanos, fornecendo versões altamente redigidas.
Na República Centro-Africana, há acusações de que oficiais do WWF estariam envolvidos em um negócio de armas, onde a organização pagou por 15 fuzis Kalashnikov e munição; mas parte do dinheiro não foi contabilizado e eles aparentemente foram fraudados pelos representantes do exército do país que vendiam as armas.
O Kathmandu Post, que cooperou com o BuzzFeed News nas investigações no Nepal, alegou que havia intenso lobby e pressão política para libertar os guardas florestais financiados pelo WWF presos por assassinato. Eles entrevistaram ativistas que alegaram ter recebido doações prometidas para pressionar as vítimas de abuso a retirar as acusações contra os guardas florestais. Quando a comunidade local de Tharu protestou, funcionários do WWF realizaram um contra-protesto em favor dos acusados e usaram elefantes do parque para bloquear a rodovia Prithvi.
Uma investigação da Rainforest Foundation UK encontrou evidências de agressão física e sexual generalizada por 'eco-guardas' empregados pelo Parque Nacional de Salonga, na República Democrática do Congo, financiados pelo WWF. Estes incluem dois casos de estupro coletivo, duas execuções e vários relatos de tortura e outras formas de maus-tratos cometidos por guardas do parque.
Em resposta às investigações, o WWF afirmou que leva a sério todas as alegações e lançaria uma revisão independente dos casos levantados. A organização afirmou que possui políticas rigorosas projetadas para garantir que ela e seus parceiros protejam os direitos e o bem-estar dos povos originários e comunidades locais e, caso a revisão descubra quaisquer violações, está comprometida em tomar medidas rápidas.
Essas acusações foram centrais para um protesto de quatro dias realizado por membros da XR Youth Solidarity Network da Extinction Rebellion na sede do WWF-UK em setembro de 2021.

### Disputa de inicialismo
Em 2000, o World Wide Fund for Nature processou a World Wrestling Federation (agora chamada WWE) por práticas comerciais desleais. Ambas as partes compartilhavam as iniciais "WWF" desde 1979. A organização de conservação alegou que a empresa de luta livre profissional havia violado um acordo de 1994 sobre o uso internacional das iniciais do WWF.

### Relatório dos golfinhos do rio Mekong
Em junho de 2009, Touch Seang Tana, presidente da Comissão do Camboja para Conservação e Desenvolvimento da Zona de Ecoturismo dos Golfinhos do Rio Mekong, argumentou que o WWF havia deturpado o perigo de extinção do golfinho do Mekong para aumentar a arrecadação de fundos. O relatório afirmou que as mortes foram causadas por uma doença bacteriana que se tornou fatal devido a contaminantes ambientais que suprimem o sistema imunológico dos golfinhos. Ele chamou o relatório de não científico e prejudicial ao governo cambojano e ameaçou a filial cambojana do WWF com suspensão, a menos que se encontrassem com ele para discutir suas reivindicações. Touch Seang Tana disse mais tarde que não apresentaria acusações de fornecimento de informações falsas e não faria qualquer tentativa de impedir o WWF de continuar seu trabalho no Camboja, mas aconselhou o WWF a explicar adequadamente suas descobertas e verificar com a comissão antes de publicar outro relatório. Críticas à validade de relatórios negativos em relação ao governo, onde a 'aprovação' não foi solicitada antes da publicação, é comum no Camboja.
Em janeiro de 2012, Touch Seang Tana assinou a "Declaração Kratie sobre a Conservação do Golfinho Irrawaddy do Rio Mekong" junto com o WWF e a Administração de Pesca do Camboja, um acordo que obriga as partes a trabalharem juntas em um "roteiro" abordando a conservação dos golfinhos no Mekong Rio.

### Responsabilidade fiscal
O Charity Navigator deu ao WWF uma classificação geral de 3 estrelas, uma classificação financeira de 2 estrelas e uma classificação de responsabilidade e transparência de 4 estrelas para o ano fiscal de 2018.

### Manipulação de dados de emissões de CO2 da energia nuclear
Em 2009, em um relatório sobre as emissões de carbono nos países do G8, o WWF retratou as emissões de gases de efeito estufa dos países que usam energia nuclear de baixo carbono em sua mistura como uma quantidade maior de emissões do que o calculado realisticamente. Por exemplo, para a França, o WWF apresentou um valor falso de 362 gCO2eq/kWh, que é mais de 400% maior do que as emissões reais na França. Por considerar a energia nuclear inviável, atribuiu uma emissão maior que a real, equivalente a emissão por geração por gás natural.
A pontuação para a Suécia também foi "ajustada" de maneira semelhante, onde a WWF substituiu as emissões reais de 47 gCO2eq/kWh por 212 gCO2eq/kWh.

### Envolvimento do Nord Stream
Em 2011, Jochen Lamp, chefe do WWF Alemanha, também foi chefe da Conservation Foundation German Baltic, patrocinada pela empresa Nord Stream, que mantém um controverso gasoduto da Rússia para a Alemanha. Enquanto  o WWF liderado por Lamp tem bloqueado ativamente o projeto usando processos judiciais, a Nord Stream chegou a "um acordo extrajudicial" com a Fundação, também liderada por Lamp, envolvendo a transferência de 10 milhões de euros, após o qual o WWF retirou o caso.

### Controvérsia sobre investimentos em múltiplos desenvolvimentos de combustíveis fósseis
O jornalismo investigativo pela NBC e mais tarde por Naomi Klein, em 2008 e 2013, respectivamente, descobriu que o WWF investiu e lucra com contratos de investimento multimilionários que colocou em desenvolvimentos de petróleo, gás, carvão e areias betuminosas e não se retirou do estes, desinvestindo, quando confrontados, mas indicaram que esperariam no mínimo até 2020 para fazê-lo, em alguns de seus empreendimentos de combustíveis fósseis, pois o término antecipado não teria sido tão lucrativo para eles. O WWF não se opõe aos combustíveis fósseis, mas se engaja no que, internamente, chama de "desenvolvimento responsável" dos combustíveis fósseis.

### Proposta para vender tokens não fungíveis
Em fevereiro de 2022, o WWF UK divulgou planos para arrecadar fundos por meio da venda de NFTs. NFT é uma unidade de dados armazenada em uma blockchain. Os críticos apontam que as transações de NFTs causa impacto ambiental significativo.

## O WWF no Brasil
O WWF-Brasil, criado em 1996 e sediado em Brasília, desenvolve projetos em todo o país e integra a Rede WWF. A missão da organização é contribuir para que a sociedade brasileira conserve a natureza, harmonizando a atividade humana com a preservação da biodiversidade e com uso racional dos recursos naturais, para o benefício dos cidadãos de hoje e das futuras gerações.